# そら (ウルフルズの曲)
『そら』は、1996年7月3日に発売されたウルフルズ12枚目のシングル。発売元は東芝EMI。

## 解説
『ブギウギ’96』と同時発売。
徳間大映の映画『ガメラ2 レギオン襲来』の主題歌でウルフルズ初の映画主題歌。
ジャケットはメンバーの幼少時の写真が使用（表側にトータス松本、裏側に松本（表側とは別の写真）、ウルフルケイスケ、ジョン・B・チョッパー、サンコンJr.）。
ミュージックビデオが存在する。冒頭にはガメラが登場。巨大なウルフルズ、メンバー演奏、触れあうシーン、劇中戦闘シーン、町が破壊されるシーン等で構成されている。

## 収録曲
1. そら
  - 作詞・作曲：トータス松本　編曲：ウルフルズ、太田要
2. そら（オリジナル・カラオケ）